# Мир Дамад
Мир Бурхану-д-дин Мухаммад Бакир ибн Шамсу-д-дин Астарабади, более известный как Мир Дамад (перс. ميرداماد‎; ум. 1631/1632) — иранский философ, теолог, факих сефевидского Ирана, представитель неоплатонической исламской перипатетической философии Авиценны. Он также был последователем Сухраварди, а также ученым в области традиционных исламских наук и главным деятелем (вместе со своим учеником Муллой Садрой) культурного возрождения Ирана, осуществленного при династии Сефевидов. Автор теории метавременного возникновения (худус-е-дахри). Он был одним из главных основателем Исфаханской школы. Его ученики и почитатели отмечали как Третьего Учителя (муалима ас-Салиса) после Аристотеля и аль-Фараби. Взял себе псевдоним Ишрак. 

## Биография
Его полное имя: Мир Бурхану-д-дин Мухаммад Бакир ибн Шамсу-д-дин Мухаммад Хусейни Астарабади (Эстерабади). Отец был родом из Астарабада. Мухаммад Бакир, вероятно, родился в Мешхеде.
Его звали Мир Дамад (Зять или жених короля), потому что он женился на дочери шаха Аббаса и, следовательно, его известность была основана на этом событии.

## Философия
Его основным вкладом в исламскую философию была его новая формулировка относительно градаций времени и эманации отдельных категорий времени как нисходящих божественных ипостасей. Он разрешил спор о сотворении или несотворении мира во времени, предложив понятие худус-е-дахри («вечно приходящее») в качестве объяснения, основанного на категориях Авиценны и Сухраварди, хотя и трансцендировал их. Короче говоря, он утверждал, что все вещи, за исключением Бога, включая землю и все небесные тела, имеют как вечное, так и временное происхождение. Он оказал влияние на возрождение аль-фалясифа аль-Ямани (философии Йемена), философии, основанной на откровении и высказываниях пророков, а не на рационализме греков, и он широко признан основателем школы Исфахана, которая охватила теософское мировоззрение, известное как хикмат-илахи (божественная мудрость).
Многие трактаты Мир Дамада по исламской философии включают в себя «Таквим аль-Иман» («Календари веры»), «Китаб Кабасат аль-Иляхия» («Книга божественных пылающих углей»), в котором он излагает свою концепцию «вечно приходящего», Китаб аль-Джадхават и Сират аль-Мустаким. Он также писал стихи под псевдонимом Ишрак (Просветление) и пару малозначимых книг по математике.
Среди его многочисленных учеников были:
- Мулла Садра;
- Сайед Ахмад Зайн аль-Абидин Алави (ум. между 1644 и 1650 гг.) — его младший двоюродный брат, ставший его учеником и зятем. Автор комментариев к сложным трактатам Мир Дамада, большого комментарий к Авиценне «Ключ к Шифе», большого введение в философский тафсир Корана на фарси (Латаиф-э гайби) и т. д.;
- Мухаммед ибн Али-Реза ибн Акаджани — автор монументального комментария к Кабасат на 200 страницах, законченный в 1661 году;
- Кутбу-д-дин Мухаммад Ашкевари, по прозвищу Шариф Лахиджи (ум. после 1665 г.) — ему принадлежит большая арабо-персидская поэма о трех великих циклах традиции, включающая в себя главы о древних доисламских мудрецах Ирана, философах и духовных подвижниках суннизма и, наконец, о шиитских имамах и мыслителях. Им также был написан трактат о мире образов и комментарий к Корану, основанный на символической герменевтике тавиля;
- Мулла Шамс Гилани — его творчество (15 трактатов) почти неизвестно. В течение долгих лет был слушателем лекций Мир Дамада и дополнил его доктрину в своих произведениях. Автор «Трактата о верных путях», «Трактата о проявлении совершенства компаньонов Истины», «Трактата о пришествии мира», в котором он защищает тезисы своего учителя[2].

Философская проза Мир Дамада часто считается одной из самых трудных для понимания стилей, а также сочетающих в себе запутанную философскую терминологию и неологизмы, которые требуют систематического раскрытия и подробных комментариев.

## Архитектура
Мир Дамад был также архитектором мечети Масджиде Шах (Шах мечеть или мечеть Имама) в Исфахане, в которой использовались высокоразвитые математические вычисления, которые требовали знания скорости звука в то время. Геометрия купола такова, что весь звук, рассеиваемый от основания, будет отражаться в сотнях тщательно рассчитанных и мастерски выполненных внутренних углов купола, которые в конечном итоге столкнутся в центре купола. Геометрический расчёт купола совершенен, а дизайн купола является великолепным произведением искусства. Купол построен с такой точностью, что все звуковые волны перемещаются и сталкиваются в верхней точке.

## Труды
Мир Дамад является автором около 134 работ, большая часть из которых все ещё не издана. Он писал как на арабском, так и на персидском языке. Из его работ наиболее известны:
- Таквим аль-Иман («Календари веры»);
- Китаб Кабасат аль-Илахия («Книга божественных пылающих углей») на арабском — собрание авиценновских исследований;
- Китаб аль-Джадхават («Книга пепла») на персидском — в этой книге Мир Дамад формулирует свое философское учение[2];
- Сират аль-Мустаким («Прямой путь»).